# チワン学
チワン学（チワンがく、チワン語：Cuenghhag）とは、「チワン族」と呼ばれる民族を対象とする総合的な学問・研究のことである。チワン族の事物全般、あるいは歴史・言語・文化に関する学問の総称であり、一般に中国に住む学者と中国以外に住む中国人以外の学者によるチワン族に関する学術研究をさす。中国歴史学者、文化人類学者黄現璠が1957年に『広西チワン族略史』を著して、チワン学の学問として成立した。従って、一般に黄現璠をチワン学の開拓者とする。

## 概要
チワン学の対象とする領域は当然のことながら極めて広く、一般に、チワン族の古文化（歴史・言語・宗教・思想・民俗・文学など）を研究する分野と、チワン族の現代化的側面を研究する現状分析的な分野に大別されると考える人は多い。もちろん、この2領域はそれぞれ歴史学・言語学・文学・政治学・経済学・社会学その他の学問分野における研究に分化している。「チワン学」を前者の古文化的チワン学に限定すべきであるという見解（狭義の「チワン学」）もあり、この場合、後者の現状分析的チワン学は少数民族研究（民族学）の一部門としての「（現代）チワン族研究」（チワン族事情研究）と称されることになる。しかし両者の間に明確な境界を引くことは実際のところ困難であり、一般には「チワン学」の名により上記の2領域が含意されている。

## 学問性格
「チワン族」に対する見聞・知識・情報の蓄積は近代以前からみられるが、それが「チワン学」という独立した分野或は学科のもとで一括して制度化されるようになったのは20世紀50年代から90年代にかけての時期であり、そういう意味でチワン学は、きわめて現代的性格をもつ学問であるといえる。

## 学問史

### チワン学の開拓
チワン族が宋代以来主に撞、僮、獞などと呼ばれ、中華人民共和国の成立前には、チワン族が中国の少数民族として、長期的な民族差別を受けた。中華人民共和国成立後は僮族に統一されたが、僮には「わらべ」、「しもべ」などの差別的な意味があるため、1965年に壮族と改称された［日本では壮族（そうぞく）とも言うが、一般的には漢字を使わず、チワン族と呼ぶ］。こうした時代を背景に、チワン族出身の黄現璠は、広西チワン族自治区で歴史的に蓄積されてきたチワン族の言語、民俗、文化を研究、考証し、主に漢民族の文化との対比を通じて、その学問的意義を論証する研究分野を開拓し、漢民族に対する自己認識の確立を促した。黄現璠は、1951年から1981年まで何度も学術の田野調査組を組織し、学生に連れて、黔桂（貴州省と広西省の略語）二省の少数民族の地区に入って、広範な学術の調査の活動を展開し、大量貴重な史料を獲得した。黄現璠は、これらの調査史料と歴史的な資料に基づき、1957年に『広西大新チワン族調査資料』（同じ年2月に広西少数民族社会歴史調査グループから出版された）と『広西チワン族略史』（同じ年6月に広西人民出版社から出版された）を書いた。黄現璠はその著述の中で、チワン族意識を推進する一方で、学問的には「文化相対主義」と呼ばれる観点を提唱している。一般にチワン学の学問史或は学科史は、この黄現璠の『広西大新チワン族調査資料』と『広西チワン族略史』の両書が出版された1957年を境にして、「チワン学」という独立した分野を確立とし、チワン学発展のための刺激にもなった。従って、黄現璠は、チワン族歴史上の最初の歴史書『広西チワン族略史』を著したことによって「チワン学の父」とも呼ばれる。
また、一方でこれらの調査に基づき、黄現璠を代表とする「黄派」（「八桂学派」の開拓性支派、その成員の中の大部分が広西師範学院教授であり、そして全部で黄現璠の学生或は弟子である）が徐々に形成した。この「黄派」の姿勢は古文献を基に漢民族中心主義的な理論化を行った進化主義への反発から来ていると言われ、黄現璠らはこのような進化主義的立場に抗してそれぞれの文化はそれぞれの価値において記述・評価されるべしであると言う文化相対主義を主張した。この黄派では、文化相対主義の概念を用いて、包含的なアプローチを取り、チワン族の歴史や原始社会制度、言語、文学、民俗、物質文化と言った多様な要素からなる広義の文化に焦点を当て、チワン族の固有歴史と文化を記述することに専念し、チワン学研究を進めた。1958年には広西師範学院（後に広西師範大学に改名）に最初の「チワン学」学科が設立されている。
黄現璠のチワン学研究は今日、中国国内におけるチワン族のあるべき地位を論考し、提唱する民族平等の思想的根幹として確立され、現在に至っている。黄現璠がチワン族の固有歴史と文化の論拠を求めた学問は、現代の最重要著述『広西チワン族略史』の研究にはじまり、歴史学、文化人類学（民族学）、言語学、人種学、宗教学、神話学、考古学、民俗学、文学などと多岐に渡る。学際研究が重要視される近年の諸科学の趨勢に鑑みるに、黄現璠のこのような研究は、総合科学の先駆をなすものとして再評価する向きがある。（黄現璠の学問の詳細は、黄現璠、八桂学派と無奴学派の項を参照のこと）

### チワン学の興隆
1978年に改革開放後の新しい時代の比較的な自由な学術環境の到来に従って、チワン学研究が徐々に盛んになった。20世紀80年代の1980年には、黄現璠の直弟子韋慶穏ら教授が『チワン語略誌』を著し、1983年には、黄現璠の遺著『儂智高』が刊行、1984には、広西少数民族言語文字委員会によって編集された『漢チワン辞典』と『チワン漢辞典』が刊行、1985年には、韋慶穏教授の名著『チワン語文法の研究』を刊行、1986年には、黄現璠の弟子欧陽若修・周作秋・黄紹清ら教授の名著『チワン族文学史』を刊行、1988年には、黄現璠の遺著『チワン族通史』が彼の直弟子張一民・黄増慶教授によって整理し、広西民族出版社から出版された。1989年には、『古チワン字字典』が刊行した。特に 1991年に「広西チワン学学会」の成立に従って、チワン学がいっそう振興した。1999年に広西チワン族自治区武鳴県で開催された第1回「チワン学国際シンポジウム」は、チワン学研究の国際化のシンボルと言える。
総じて、チワン学の担い手は、学者・研究者に限られたものではなく、広西チワン族自治区と雲南省文山チワン族ミャオ族自治州に関わる全てのチワン族知識人に開かれたものである。歴史と文化的研究にのみならず、政治、社会、経済、法、自然環境など、入り口は多くあり、チワン族と漢民族、タイ族、トン族（侗族）、ミャオ族（苗族）、ヤオ族（瑶族）、チワン族から世界を考えることのできる分野である。

## 主要なチワン学研究機関・団体
（　）内の年代は設立年。
- 広西民族研究所（1956年）

1956年8月に、黄現璠は「広西少数民族社会歴史調査グループ」を創立することに参与し、そのグループの副組長兼チワン族グループの組長、実際は全組の学術の調査の仕事に責任を負って、有史以来第1回広西の全面的大規模的少数民族の歴史と伝統の文化の調査を指導し、グループを率いて桂西チワン族自治州が管轄した5つの専区、2つの市、52の県、1つの自治区など少数民族の地区に入って、広範に社会歴史調査を行って、史料を収集し、多くの貴重な史料を得た。このすべてはチワン族の社会歴史・文化の全方位深く研究のために基礎を打ち立てたこと、広西民族研究所の創立とチワン学の研究と発展に条件を創造した。この後に広西民族研究所がこの「広西少数民族社会歴史調査グループ」を基にして設立され、またチワン学研究機関のなかでは歴史が最も古いものであり、チワン族全般に関する資料収集や調査研究をおこなったチワン学研究機関である。当初のメンバーのほとんどは「広西少数民族社会歴史調査グループ」のメンバーであった、
広西社会科学院チワン学研究センター（1991年）
チワン族全般に関する資料収集や調査研究をおこなったチワン学研究センター。
広西チワン学学会（1991年）
チワン族に関する自然・人文・社会・歴史・民俗などについて資料収集や調査研究をおこなった地域研究の学会。
広西師範大学チワン学研究所（1998年）
チワン族に関する歴史・文学などについて資料収集、調査研究や教育をおこなったチワン学研究や教育機関。
広西チワン医療病院（2002年）
チワン族の伝統的な医学に関する医療や教育をおこなったチワン医療専門の病院。
広西民族大学チワン学研究センター（2003年）
チワン族に関する歴史・文化などについて資料収集、調査研究や教育をおこなったチワン学研究センター。

## 主なチワン学者

### 中国
- 八大人（うし） 
  - 黄現璠 - 黄増慶 - 班秀文 - 韋慶穏 - 欧陽若修 - 覃乃昌 - 覃彩鑾 - 梁庭望
- 代表学者
  - 李乾芬、黎国軸、周作秋、黄紹清、韋其麟、范西姆、藍鴻恩、蒋廷瑜、潘其旭、覃聖敏、范宏貴、黄漢儒、黄景賢、鄭超雄、覃国生、丘振聲、何龍群、韋蘇文、白耀天、覃徳清、廖明君、黄桂秋、李富強、覃尚文、楊樹喆、金麗など

### 日本
- 塚田誠之（日本国立民族学博物館先端人類科学研究部・教授）

### アメリカ
- Jeffrey Barlow（アメリカ太平洋大学アジア研究センター・教授）

### オーストラリア
- David Holm（オーストラリアメルボルン大学・教授）